# Odontosida magnificum
Odontosida magnificum este o specie de molie din familia Sphingidae. Este întâlnită în Africa de Sud și Zimbabwe. 